# Numero di Cullen
In matematica si chiamano numeri di Cullen e si indicano con {\displaystyle C_{n}} i numeri naturali tali che
{\displaystyle C_{n}=n\cdot 2^{n}+1.}

## La sequenza
Furono studiati per la prima volta da James Cullen nel 1905. Gli studi di Cullen sui numeri di questo tipo furono utilizzati nel 1917 da Allan J. C. Cunningham e H. J. Woodall per la (simile) definizione dei numeri di Woodall. I primi numeri di Cullen sono:
{\displaystyle C_{1}=3}
{\displaystyle C_{2}=9}
{\displaystyle C_{3}=25}
{\displaystyle C_{4}=65}
{\displaystyle C_{5}=161}
{\displaystyle C_{6}=385}
{\displaystyle C_{7}=897}
(sequenza A002064 dell'OEIS).

## I primi di Cullen
I numeri di Cullen che sono anche primi vengono chiamati numeri primi di Cullen. I primi valori di {\displaystyle n} che rendono primi i numeri di Cullen sono {\displaystyle 1,141,4713,5795,6611,18496,32292,32469,59656,90825,262419} (sequenza A005849 dell'OEIS). A differenza dei numeri primi di Woodall, i primi di Cullen sono molto difficili da calcolare. I primi due sono
{\displaystyle C_{1}=3}
{\displaystyle C_{141}=393050634124102232869567034555427371542904833\approx 3{,}93\cdot 10^{44}}
A gennaio 2019, il numero {\displaystyle n} più alto conosciuto che genera un numero primo di Cullen è {\displaystyle 6679881} e origina un primo composto da 2010852 cifre. Tale numero è stato scoperto da Magnus Bergman nell'ambito del progetto di calcolo distribuito PrimeGrid.

## Proprietà
Un numero di Cullen è divisibile per {\displaystyle p=2n-1} se {\displaystyle p} è un numero primo di forma {\displaystyle p=8k-3}. Inoltre, grazie al piccolo teorema di Fermat, sappiamo che {\displaystyle p} sarà un numero dispari, e ne segue che {\displaystyle p} divide anche {\displaystyle C_{m(k)}} per ogni {\displaystyle m(k)=(2^{k}-k)(p-1)-k} per ogni {\displaystyle k} positivo.
È stato inoltre dimostrato che {\displaystyle p} divide il numero
{\displaystyle C_{\frac {p+1}{2}},}
quando simbolo di Jacobi {\displaystyle \left({\frac {p}{2}}\right)} è {\displaystyle -1}
e divide
{\displaystyle C_{\frac {3p-1}{2}}}
se il simbolo di Jacobi {\displaystyle \left({\frac {p}{2}}\right)} è {\displaystyle +1}

## Numero di Cullen generalizzato
Un numero di forma
{\displaystyle C_{n}=n\cdot b^{n}+1,}
è chiamato numero di Cullen generalizzato.